# سيمون راينر
سيمون راينر هو لاعب كرة قدم كندي في مركز حراسة المرمى، ولد في 8 يوليو 1983 في لانغلي في كندا. شارك مع منتخب كندا تحت 17 سنة لكرة القدم. أما مع النوادي، فقد لعب مع نادي باري تاون يونايتد ونادي بورنموث ونادي بوسطن يونايتد ونادي توركي يونايتد ونادي سالزبري سيتي ونادي كرولي تاون ونادي لينكولن سيتي.

## وصلات خارجية
- سيمون راينر على موقع قاعدة بيانات كرة القدم.إي يو (الإنجليزية)
- سيمون راينر على موقع Soccerbase.com (لاعب) (الإنجليزية)